# Lipocosmodes fuliginosalis
Lipocosmodes fuliginosalis là một loài bướm đêm trong họ Crambidae.